# Pingisberg
De Pingisberg, Zweeds – Fins: Pingisvaara, Samisch : Pingisvárri, is een berg in het noorden van Zweden. De berg ligt in de gemeente Kiruna vlak naast de Tynnyriberg, op minder dan vier kilometer van de grens met Finland en ongeveer 120 kilometer ten oosten van de stad Kiruna.